# 秋田県護国神社
秋田県護国神社（あきたけんごこくじんじゃ）は、秋田県秋田市にある神社（護国神社）。秋田県下の戦没者および伊弉諾尊・伊弉冉尊を祀る。

## 歴史
明治2年（1869年）、秋田藩主佐竹義堯が戊辰戦争に殉じた官軍戦没者425柱を高清水丘に祀ったのが起源である。明治26年（1893年）に焼失するが、明治32年（1899年）、秋田市千秋公園（久保田城址）に再建され、秋田県出身の軍人・軍属を合祀して秋田招魂社と称した。昭和14年（1939年）、内務大臣指定護国神社として秋田県護国神社に改称し、翌年、旧秋田城址である現在地に遷座した。第二次大戦後の一時期、「軍国主義施設」として廃止されるのを防ぐ目的で、鎮座地名に因んで高清水宮と称し、伊弉諾尊・伊弉冉尊を合祀してこちらが主祭神ということにした。
戦後は県に関係した軍人、軍属の霊を合祀している。現在、ほとんどの戦没者の合祀が完了し、祭神の数は38,000余柱となる。
平成2年（1990年）7月9日、即位の礼に反対する中核派のテロにより当社社殿にしかけられた2つの時限爆弾が爆発し、社殿は全焼した（大嘗祭のための神饌を収獲する神田が秋田県内に選定されていたことが関係していると見られている）。しかし、本殿内に安置されていた神体および霊璽簿は無傷であった。社殿は平成4年9月に再建された。

## 祭礼
例祭は春4月29日、秋と10月24日の年二回行なわれている。

## 年表
- 明治2年（1869年） - 秋田藩主佐竹義堯が戊辰戦争に殉じた官軍戦没者425柱を祀る
- 明治26年（1893年） - 焼失
- 明治32年（1899年） - 秋田市千秋公園に再建、秋田招魂社と称する
- 昭和14年（1939年） - 内務大臣指定護国神社として秋田県護国神社に改称
- 昭和15年（1940年） - 旧秋田城址に遷座
- 昭和44年（1969年）8月26日 - 昭和天皇、香淳皇后の来県に合わせ、行幸啓先の一つとなる[1]。
- 平成2年（1990年） - 即位の礼に反対する過激派に放火され全焼
- 平成4年（1992年） - 現在地で再建

## 交通

### 鉄道
- 最寄駅：土崎駅

### バス
- 「護国神社入り口」または「護国神社裏参道」バス停（秋田駅から将軍野線・寺内経由土崎線など）
  - 秋田中央交通

### その他
- 駐車場 : 有り

## その他
- 桜の名所であり、例年春の例祭の頃ちょうど満開を迎える。